# 김을경
김을경(金乙卿, 1899년 4월 4일~1965년 6월 4일)은 한국의 독립운동가이다.

## 생애
대한제국 충청북도 음성에서 태어난 그는 1919년 4월 1일에 이중곤(李重坤) 등과 같이 음성군의 장터에서 독립만세시위를 계획 및 주도하다가 일경에게 붙잡혔다.
1919년 5월 22일 공주지방법원 청주지청에서 소위 보안법 위반으로 징역 1년 6월형을 받고 공소하였으나 7월 24일 경성복심법원에서 기각되었다.
사후에 대한민국 정부는 그에게 1986년 대통령표창, 1990년 건국훈장 애족장을 추서했다.